# マーク・ポランスキー
マーク・ポランスキー(Mark Lewis "Roman" Polansky、1956年6月2日-)は、ニュージャージー州パターソン出身の航空エンジニア、リサーチパイロット、アメリカ航空宇宙局(NASA)の元宇宙飛行士である。映画監督のロマン・ポランスキーと同じ姓であるため、「ロマン」のニックネームを持つ。STS-98、STS-116、STS-127の3度、スペースシャトルのミッションに参加した。
父のアーヴィングはユダヤ人で、母のエディスは韓国系でハワイ出身である。ユダヤ教徒として育てられ、STS-116搭乗の際にはアメリカ合衆国ホロコースト記念博物館のテディベアを持ち込み、父を称えた。娘が1人と息子が1人いる。

## 教育
ポランスキーは、1974年にニューメキシコ州のジョン・P・スティーヴンス高校を卒業し、1978年にパーデュー大学で、航空宇宙工学の学士号と宇宙航行学の修士号を同時に取得した。

## 軍でのキャリア
ポランスキーは、パーデュー大学を1978年に卒業するとアメリカ空軍に入隊し、1980年1月にオクラホマ州のバンス空軍基地でw:Aviator badgeを得た。1980年から1983年までは、バージニア州ラングレー空軍基地に配属され、F-15に乗った。1983年にはF-5Eに乗り換え、攻撃パイロットとして戦術訓練を受けた。彼はこの後、フィリピン共和国のクラーク空軍基地、ネバダ州のネリス空軍基地への配属を経て、1986年にエドワーズ空軍基地でのテストパイロット学校の候補となった。卒業後、フロリダ州のエグリン空軍基地に配属され、そこでF-15、F-15E、A-10等の航空機の兵器やシステムの試験を行った。NASAで働くために1992年に退役した。30以上の異なる航空機で、5000時間以上の飛行経験を持つ。メリトリアスサービスメダルとエアフォース・コメンデーションメダルを受章している。

## NASAでのキャリア
ポランスキーは1992年8月に航空宇宙工学者及びリサーチパイロットとしてNASAに加わった。ジョンソン宇宙センターの宇宙船運用部門に配属され、Shuttle Training Aircraft (STA)やT-38で宇宙飛行士に操縦の指導を行った。また、T-38の改良機の飛行試験も行った。
1996年4月にNASAにより宇宙飛行士に選ばれ、1996年8月からジョンソン宇宙センターで訓練を受けたと言われている。2年間の訓練と評価を終え、ケネディ宇宙センターの宇宙飛行士支援チームに配属されてスペースシャトルの打上げや着陸の支援を行った。2001年のSTS-98では操縦士を務め、宇宙で309時間以上を過ごした。その後、CAPCOMに指名され、2002年4月から2002年12月までは、CAPCOMブランチのチーフを務めた。2003年4月から2004年1月には、指導宇宙飛行士のチーフを務めた。最後の宇宙飛行はSTS-127で、国際宇宙ステーション(ISS)組立ミッションの船長を務めた。
ポランスキーは、2012年6月30日に宇宙飛行士を引退した。宇宙飛行士室室長のペギー・ウィットソンは、「マークは顕著な才能があった。彼の飛行士としての能力と工学者としての専門性が合わさって、我々のチームに有益な貢献をしてくれた。将来の挑戦も成功することを願っている。」と語った。

### STS-98
STS-98ではアメリカ合衆国のデスティニーモジュールを運び、ISSの建設と拡張が継続された。デスティニーが結合され、3回の宇宙遊泳で組立が完成するまでの間、スペースシャトルは7日間、ISSに係留された。またドッキングポートを移動し、補給品や装置を第1次長期滞在の乗組員に届けた。ミッションは、12日間と21時間20分続いた。

### STS-116
7人の乗組員の12日間のミッションで、ISSの組立が継続された。最初の宇宙遊泳でP5トラスを取り付け、次の2度の宇宙遊泳で将来の欧州や日本の科学モジュールのためにISSの電力システムを結び直した。最後の4度目の宇宙遊泳は、硬いソーラーパネルをアコーディオン状に畳んで箱に収めるために追加された。また、この飛行で新しい乗組員と2トン以上の補給品や装置を運んだ。帰りはISS上の約2トンの廃棄物を詰めて地球に帰還した。ミッションは、12日間と20時間45分続いた。

### STS-127
STS-127ではポランスキーが船長を務めた。2009年7月15日に打ち上げられた16日間のミッションで、7人の乗組員がISSに日本の曝露施設を取り付け、5度の宇宙遊泳を行った。2009年7月31日に地球に帰還した。マイケル・マッシミーノに続いて、ポランスキーはSTS-127に向けた訓練中の2009年5月7日からTwitterへの投稿や返信を始め、ミッションの間じゅうも続けた。